# César-díjak 1984
A 9. César-gálát 1984. március 3-án rendezték meg a párizsi Empire Színházban, Gene Kelly amerikai színész tiszteletbeli elnökletével.
A legjobb film kategóriában hajszára egyenlő szavazatot kapott Ettore Scola A bál, valamint Maurice Pialat Szerelmeinkre című alkotása; mindkét filmet Césarban részesítették. Az előbbi rendező átvehetett egy másik kisplasztikát is a legjobb rendezésért, Vladimir Cosma pedig a film zenéjéért. Pialat filmjének ifjú felfedezettje, Sandrine Bonnaire, játékával kiérdemelte a legígéretesebb fiatal színésznő díjat. A legtöbb Césart (ötöt) Claude Berri vígjátéka, a Viszlát, Pantin! seperte be, Coluche főszereplésével, aki alakításáért elnyerte a legjobb színésznek járó Césart. Fiatal partnere, Richard Anconina, két szobrocskát is hazavihetett: egyet mint a legjobb mellékszereplő, egyet pedig mint legígéretesebb fiatal színész. E film magyar származású látványtervezője, Alexandre Trauner is a díjra jelöltek között volt. A nem francia művek közül a Fanny és Alexander, Ingmar Bergman svéd-francia-nyugat-német koprodukcióban készült alkotása, illetve – legjobb frankofón filmként – a svájci Alain Tanner A fehér városban című drámája nyert.
Tiszteletbeli Césart vehetett át Georges de Beauregard filmproducer, René Clément rendező és Edwige Feuillère színésznő. A rendezvény alkalmat adott arra is, hogy megemlékeztek a 100 évvel korábban született Max Linder komikusról, a korai némafilm egyik sztárjáról.
Ez évben a francia Filmművészeti és Filmtechnikai Akadémia, azzal a céllal, hogy a külföldi filmek sorából kiemeljék és külön jutalmazzák a francia nyelven készített filmeket, létrehozta a César-díj a legjobb frankofón filmnek kategóriát.

## Díjazottak
| Díjak                            | Díjazottak és jelöltek |
| -------------------------------- | --- |

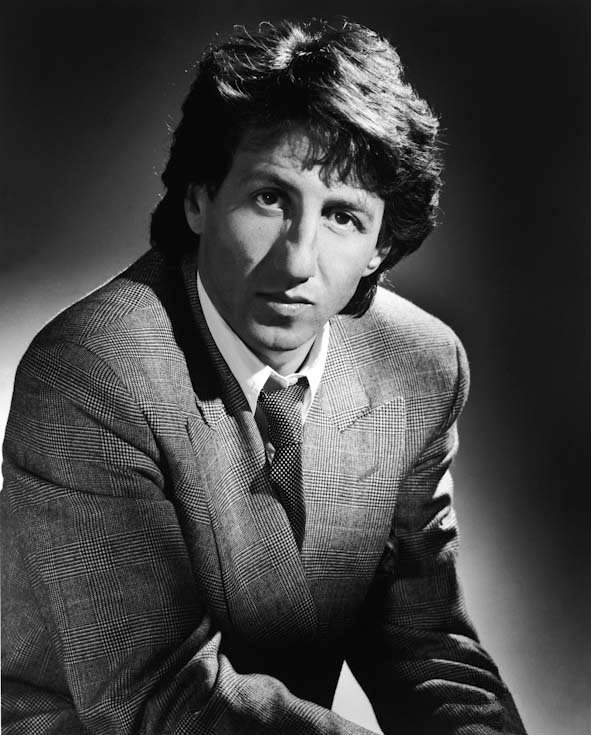
Alakításáért Richard Anconina két Césart is átvehetett

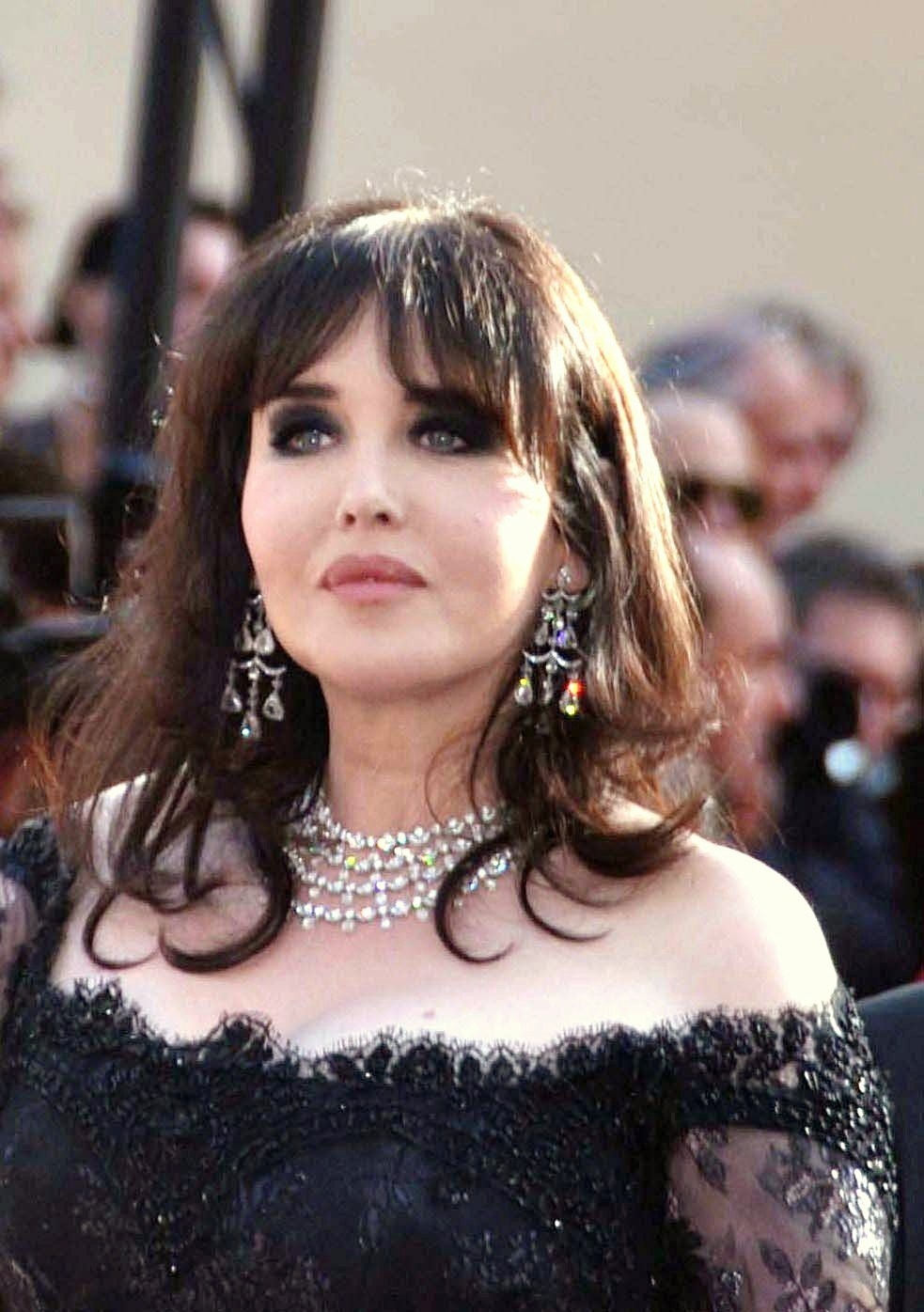
Isabelle Adjani a legjobb színésznő, 25 évvel később...

| legjobb film                     | - A bál (Le bal), rendezte: Ettore Scola - Szerelmeinkre (A nos amours), rendezte: Maurice Pialat - Villámcsapás (Coup de foudre), rendezte: Diane Kurys - Viszlát, Pantin! (Tchao Pantin), rendezte: Claude Berri - Gyilkos nyár (L'été meurtrier), rendezte: Jean Becker                                                                          |
| legjobb rendező                  | - Ettore Scola – A bál (Le bal) - François Truffaut – Végre vasárnap (Vivement dimanche!) - Maurice Pialat – Szerelmeinkre (À nos amours) - Jean Becker – Gyilkos nyár (L'été meurtrier) - Claude Berri – Viszlát, Pantin! (Tchao Pantin) |
| legjobb színésznő                | - Isabelle Adjani – Gyilkos nyár (L'été meurtrier) - Fanny Ardant – Végre vasárnap (Vivement dimanche!) - Nathalie Baye – Halállal nyert élet (J'ai épousé une ombre) - Nicole Garcia – Les mots pour le dire - Miou-Miou – Villámcsapás (Coup de foudre)                                                                                           |
| legjobb színész                  | - Coluche – Viszlát, Pantin! (Tchao Pantin) - Gérard Depardieu – Balekok (Les compères) - Yves Montand – Főúr! (Garçon !) - Michel Serrault – Végzetes kaland (Mortelle randonnée) - Alain Souchon – Gyilkos nyár (L'été meurtrier) |
| legjobb mellékszereplő színésznő | - Suzanne Flon – Gyilkos nyár (L'été meurtrier) - Victoria Abril – Holdfény a csatorna felett (La Lune dans le caniveau) - Sabine Azéma – Az élet kész regény (La vie est un roman) - Stéphane Audran – Végzetes kaland (Mortelle randonnée) - Agnès Soral – Viszlát, Pantin! (Tchao Pantin)                                                        |
| legjobb mellékszereplő színész   | - Richard Anconina – Viszlát, Pantin! (Tchao Pantin) - Guy Marchand – Villámcsapás (Coup de foudre) - Bernard Fresson – Főúr! (Garçon !) - Jacques Villeret – Főúr! (Garçon !) - François Cluzet – Gyilkos nyár (L'été meurtrier) |
| legígéretesebb fiatal színésznő  | - Sandrine Bonnaire – Szerelmeinkre (A nos amours) - Elizabeth Bourgine – Vive la sociale! - Laure Duthilleul – Juliette sorsa (Le Destin de Juliette) - Agnès Soral – Viszlát, Pantin! (Tchao Pantin) |
| legígéretesebb fiatal színész    | - Richard Anconina – Viszlát, Pantin! (Tchao Pantin) - Jean-Hugues Anglade – A sebesült ember (L'homme blessé) - François Cluzet – Vive la sociale! - Jacques Penot – Au nom de tous les miens |
| legjobb operatőr                 | - Bruno Nuytten – Viszlát, Pantin! (Tchao Pantin) - Ricardo Aronovich – A bál (Le bal) - Pierre Lhomme – Végzetes kaland (Mortelle randonnée) - Philippe Rousselot – Holdfény a csatorna felett (La Lune dans le caniveau) |
| legjobb vágás                    | - Jacques Witta – Gyilkos nyár (L'été meurtrier) - Françoise Bonnot – Hanna K. - Denise de Casabianca – A sebesült ember (L'homme blessé) - Claire Pinheiro – Les mots pour le dire - Françoise Prenant – Faits divers |
| legjobb eredeti forgatókönyv     | - Patrice Chéreau és Hervé Guibert – A sebesült ember (L'homme blessé) - Diane Kurys és Alain Le Henry – Villámcsapás (Coup de foudre) - Francis Veber – Balekok (Les compères) |
| legjobb adaptáció                | - Sébastien Japrisot – Gyilkos nyár (L'été meurtrier) - Claude Berri – Viszlát, Pantin! (Tchao Pantin) - Robert Enrico – Au nom de tous les miens |
| legjobb filmzene                 | - Vladimir Cosma – A bál (Le bal) - Charlélie Couture – Viszlát, Pantin! (Tchao Pantin) - Georges Delerue – Gyilkos nyár (L'été meurtrier) - Serge Gainsbourg – Équateur |
| legjobb hang                     | - Gérard Lamps és Jean Labussiere – Viszlát, Pantin! (Tchao Pantin) - Jean-Louis Ughetto – A pénz (L'argent) - Pierre Lenoir, Jacques Maumont – Főúr! (Garçon !) - Maurice Gilbert, Paul Lainé, Nadine Muse – Végzetes kaland (Mortelle randonnée)                                                                                                  |
| legjobb díszlet                  | - Hilton Mac Connico – Holdfény a csatorna felett (La Lune dans le caniveau) - Jean-Pierre Kohut-Svelko – Végzetes kaland (Mortelle randonnée) - Jacques Saulnier – Az élet kész regény (La vie est un roman) - Alexandre Trauner – Viszlát, Pantin! (Tchao Pantin)                                                                                 |
| legjobb elsőmű                   | - A négerek utcája (Rue cases nègres), rendezte: Euzhan Palcy - Élethalálharc (Le dernier combat), rendezte: Luc Besson - Juliette sorsa (Le destin de Juliette), rendezte: Aline Issermann - La trace, rendezte: Bernard Favre |
| legjobb animációs rövidfilm      | - Le voyage d'Orphée, rendezte: Jean-Manuel Costa - Au-delà de minuit, rendezte: Pierre Barletta - Le sang, rendezte: Jacques Rouxel |
| legjobb fikciós rövidfilm        | - Stars suburb: la banlieue des étoiles, rendezte: Stéphane Drouot - Coup de feu, rendezte: Magali Clément - Panique au montage, rendezte: Olivier Esmein - Toro Moreno, rendezte: Gérard Krawczyk |
| legjobb dokumentum rövidfilm     | - Ulysse, rendezte: Agnès Varda - Je sais que j'ai tort, mais demandez à mes copains, ils vous diront la même chose, rendezte: Pierre Lévy - La vie au bout des doigts, rendezte: Jean-Paul Janssen |
| legjobb külföldi film            | - Fanny és Alexander (Fanny och Alexander), rendezte: Ingmar Bergman ( SWE, FRA, FRG) - Aranyoskám (Tootsie), rendezte: Sydney Pollack ( USA) - Az istenek a fejükre estek (The Gods Must Be Crazy), rendezte: Jamie Uys ( BOT, RSA) - Carmen, rendezte: Carlos Saura ( ESP)                                                                        |
| legjobb frankofón film           | - A fehér városban (Dans la ville blanche), rendezte: Alain Tanner ( SUI, POR, UK) - L'allégement, rendezte: Marcel Schüpbach ( SUI) - Benvenuta, rendezte: André Delvaux ( BEL, FRA, ITA) - Bonheur d'occasion, rendezte: Claude Fournier ( CAN) - Le lit, rendezte: Marion Hänsel ( BEL, SUI) - Rien qu'un jeu, rendezte: Brigitte Sauriol ( CAN) |
| tiszteletbeli César              | - Georges de Beauregard - René Clément - Edwige Feuillère |

## Többszörös jelölések és elismerések
A statisztikában a különdíjak nem lettek figyelembe véve.
| Jelölés | Díj | Magyar cím                 | Eredeti cím              |
| ------- | --- | -------------------------- | ------------------------ |
| 12      | 5   | Viszlát, Pantin!           | Tchao Pantin             |
| 9       | 4   | Gyilkos nyár               | L'été meurtrier          |
| 5       | 0   | Végzetes kaland            | Mortelle randonnée       |
| 4       | 3   | A bál                      | Le bal                   |
| 4       | 0   | Főúr!                      | Garçon !                 |
| 4       | 0   | Villámcsapás               | Coup de foudre           |
| 3       | 1   | A sebesült ember           | L'homme blessé           |
| 3       | 1   | Holdfény a csatorna felett | La Lune dans le caniveau |
| 3       | 1   | Szerelmeinkre              | A nos amours             |
| 2       | 0   | –––                        | Au nom de tous les miens |
| 2       | 0   | Az élet kész regény        | La vie est un roman      |
| 2       | 0   | Balekok                    | Les compères             |
| 2       | 0   | Juliette sorsa             | Le Destin de Juliette    |
| 2       | 0   | –––                        | Les mots pour le dire    |
| 2       | 0   | Végre vasárnap             | Vivement dimanche!       |
| 2       | 0   | –––                        | Vive la sociale!         |